# Miastków Kościelny
Miastków Kościelny è un comune rurale polacco del distretto di Garwolin, nel voivodato della Masovia.
Ricopre una superficie di 85,24 km² e nel 2004 contava 5 073 abitanti.